# Samvel Shahramanyan
Samvel Shahramanyan (Estepanaquerte, 1 de dezembro de 1978) é um político e foi presidente do Arstaque entre 10 de setembro de 2023 e 1 de janeiro de 2024. Também foi ministro do Estado da República de Artsaque. Serviu como Ministro da Educação Militar Patriótica, Juventude, Esportes e Turismo, Secretário do Conselho de Segurança; e Major General do Exército de Defesa de Artsaque.